# Amastus coccinator
Amastus coccinator är en fjärilsart som beskrevs av William Schaus 1901. Amastus coccinator ingår i släktet Amastus och familjen björnspinnare. Inga underarter finns listade i Catalogue of Life.